# Herz Jesu (Schlangenbad)

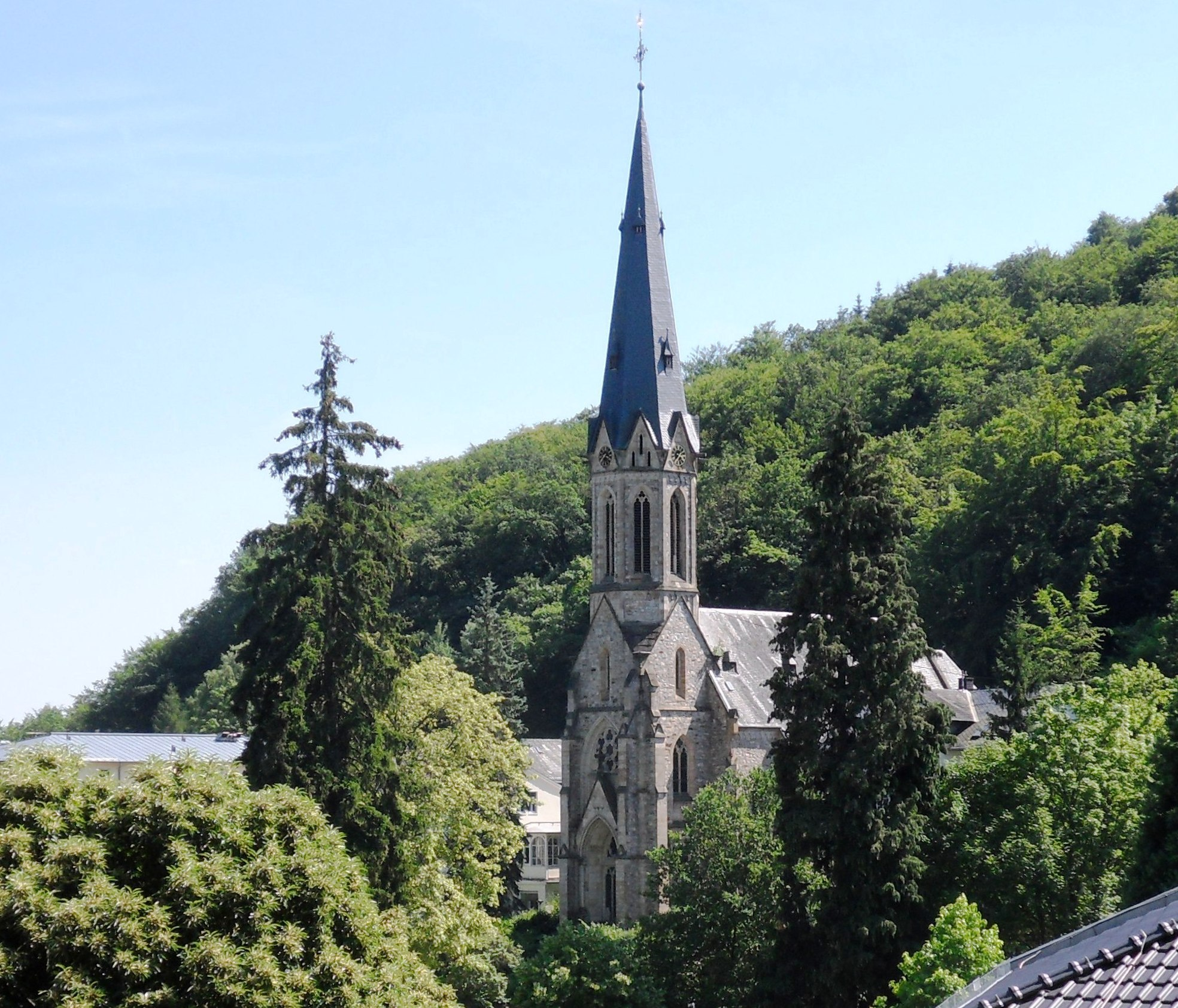
Herz Jesu in Schlangenbad

Die römisch-katholische, denkmalgeschützte Kirche Herz Jesu steht in Schlangenbad, einer Gemeinde im Rheingau-Taunus-Kreis in Hessen. Die Kirche gehört zur Pfarrei Heilige Familie Untertaunus im Bistum Limburg.

## Beschreibung
Die neugotische Saalkirche wurde 1895–97 aus Bruchsteinen gebaut. Der Kirchturm auf quadratischem Grundriss steht im Nordosten des Kirchenschiffs. Er hat ein achteckiges Obergeschoss und ist mit einem achtseitigen, spitzen Helm bedeckt. Sein Erdgeschoss ist mit einem Kreuzrippengewölbe überspannt. Der eingezogene Chor im Südwesten hat einen geraden Abschluss. Der Innenraum wurde 1910/11 ausgemalt. Die Kirchenausstattung stammt aus der Bauzeit. Der Altar wurde aus Teilen der ursprünglichen Kommunionbank zusammengesetzt. Die von den Gebrüdern Euler gebaute Orgel wurde 2015 von der Orgelbau Krawinkel restauriert.